# 이민 (1978년)
이민(1978년 12월 15일 ~ 2025년 8월 5일)은 대한민국에서 활동한 한국계 미국인 가수로 애즈원의 멤버였다. 